# Conversational Monitor System
Das Conversational Monitor System (CMS) ist die Endbenutzer-Schnittstelle und Programmierschnittstelle von z/VM. Das CMS wurde als Betriebssystem vom Control Program (CP) bereitgestellter virtueller Maschinen konzipiert und mit diesem geschaffen, sodass die Kombination CP/CMS entstand.
Dabei wurde auf die Auslegung vom CMS als Mehrbenutzersystem oder für den Mehrprozessbetrieb verzichtet. Es hieß ursprünglich Cambridge Monitor System, weil es im Cambridge Scientific Center von IBM in Cambridge (Massachusetts) entstand.
Die Benutzerschnittstelle basiert auf dem IBM 3270 und erfordert bei Bedienung mittels moderner Tastatur oder Laptop, ohne passende Beschriftung einiger Sondertasten auszukommen.
Sie wird hauptsächlich zur Softwareentwicklung verwendet, dazu stehen Programmiersprachen wie Fortran, PL/I oder APL zur Verfügung. Ebenso die Batch-Sprachen EXEC und REXX sowie der Editor XEDIT. Außerdem ist es die Arbeitsumgebung für Administratoren der z/VM-Gastsysteme z/OS und z/VSE.